# Helen Alfredsson
Helen Christine Alfredsson (9 de abril de 1965) es una golfista profesional sueca que jugó principalmente en el LPGA Tour con sede en los EE. UU. y también es miembro vitalicio del Ladies European Tour. Ganó el major 1993 Nabisco Dinah Shore del LPGA y terminó segunda dos veces en el Abierto de golf de los Estados Unidos Femenino. También ganó una vez el Abierto Británico Femenino de Golf y tres veces el Campeonato Evian antes de que esos eventos fueran designados como majors en el golf femenino por el LPGA Tour. En 2019, ganó un "senior slam" al ganar ambos Grandes campeonatos de golf femeninos senior.

## Carrera amateur
Alfredsson nació en Gothenburg, Suecia y a los 11 años comenzó a jugar al golf en Gullbringa Golf & Country Club al norte de Gotemburgo. A edades tempranas, representó a Suecia tanto a nivel juvenil como en el equipo nacional amateur.
Asistió a la United States International University, San Diego, California, jugando en su equipo de golf dirigido por el entrenador Gordon Severson y se graduó en 1988. Durante el verano jugaba en Suecia y ganó el Campeonato Sueco Match-play tres años consecutivos entre 1986 y 1988, como amateur, mientras que el campeonato desde 1986 se había abierto a profesionales y formaba parte del Swedish Golf Tour para mujeres.
En 1987, fue miembro del equipo sueco ganador en el European Ladies' Team Championship en Turnberry, Scotland. También fue miembro del equipo sueco en el Espirito Santo Trophy en 1986 y 1988. En su país natal en Stockholm en 1988, Suecia terminó en segundo lugar después de los Estados Unidos, que en ese momento fue el mejor resultado sueco. Ese mismo año, Alfredsson terminó como medallista de bronce individual en el Campeonato Europeo de Damas en Pedrena Golf Club, España.
Se convirtió en profesional el 1 de enero de 1989.

## Carrera profesional
Alfredsson comenzó su carrera profesional en el Ladies European Tour, donde fue galardonada como Novata del Año en 1989. Al año siguiente, en 1990, logró su primera victoria profesional en el Abierto Británico Femenino de Golf. Ganó dos veces en el LET en 1991 y ganó una vez en los tours de Australia y Japón. Obtuvo el estatus exento para la temporada 1992 del LPGA Tour al empatar en el puesto 17 en el Torneo de Clasificación Final del LPGA.
Obtuvo los honores de Novata del Año en el LPGA Tour en 1992 y ha ganado siete eventos del LPGA Tour, incluido un major del LPGA: el 1993 Nabisco Dinah Shore. Un poco más de tres meses después de su victoria en el Dinah Shore, Alfredsson casi ganó el U.S. Women's Open en Crooked Stick Golf Club. Alfredsson llegó a la ronda final con una ventaja de dos golpes, pero terminó empatada en el 2º lugar, un golpe detrás de la ganadora Lauri Merten.
En el 1994 U.S. Women's Open en Indianwood Golf & Country Club, Michigan, Alfredsson hizo una primera ronda de 8 bajo par, 63, un nuevo récord de una sola ronda del torneo. Su total de 36 hoyos de 132 también rompió el récord del torneo. Cuando alcanzó 13 bajo par durante la tercera ronda, fue en ese momento la puntuación más baja en un U.S. Open, para hombres o mujeres. Después de jugar sus últimos 29 hoyos en 14 sobre par, cayó al 9º lugar empatada, ocho golpes detrás de la ganadora Patty Sheehan.
Durante su carrera en el LPGA Tour, Alfredsson continuó jugando un número limitado de eventos en Europa, donde ganó once veces. Terminó en la cima de la lista de ganancias del Ladies European Tour en 1998. En 2008, Alfredsson regresó, después de recuperarse de lesiones en la pierna, la espalda y el hombro, y ganó su tercer título del Evian Masters, su primera victoria en el LPGA Tour en cinco años. Fue miembro del equipo europeo de la Solheim Cup como jugadora en ocho ocasiones: 1990, 1992, 1994, 1996, 1998, 2000, 2002 y 2009. En 2007, fue capitana no jugadora del equipo europeo. En 2019, en el 30 aniversario de su primera temporada como profesional, Alfredsson ganó ambos campeonatos senior femeninos de golf, el U.S. Senior Women's Open y el Senior LPGA Championship, convirtiéndose en la primera mujer en ganar ambos títulos en el mismo año.
En septiembre de 2013, Alfredsson anunció oficialmente su retiro del LPGA Tour.
Después de su retiro del golf competitivo en el tour regular, regresó, jugando en el tour senior femenino, el Legends Tour, principalmente en los majors senior, con gran éxito. Empató en el tercer lugar en el inaugural Senior LPGA Championship en 2017 y mejoró eso al terminar empatada en el segundo lugar en el Senior LPGA Championship de 2018. Ganó los dos campeonatos senior femeninos más importantes en 2019, el U.S. Senior Women's Open y el Senior LPGA Championship, completando el mismo "senior slam" que Laura Davies logró en 2018.

## Premios y honores
Es miembro vitalicia de la Ladies European Tour. En 1986, Alfredsson recibió la Distinción Élite N° 81 por parte de la Federación Sueca de Golf, basada en sus apariciones en el equipo nacional y sus actuaciones en campeonatos nacionales. Fue galardonada como la Golfista Sueca del Año en 1990. En 1992, la Federación Sueca de Golf le otorgó el Club de Oro, el premio más alto por contribuciones al golf sueco, siendo la decimocuarta persona en recibirlo. En 1998, Alfredsson fue nombrada miembro honorario de la PGA de Suecia.En 2024, fue incluida en el Salón de la Fama del Golf Sueco.

## Vida personal
A una edad temprana, practicó patinaje sobre hielo y balonmano en equipo. Su padre, Björn, fue seis veces campeón sueco de balonmano y un ávido golfista. Padre e hija ganaron el Campeonato Sueco Mixto de Dos Generaciones de 1999, jugado como foursome de 36 hoyos.
En años posteriores, Alfredsson ha practicado yoga.
Durante sus años universitarios en San Diego, California, conoció a Leonardo Cuéllar, el entrenador de fútbol de la escuela y exjugador de Copa del Mundo y Juegos Olímpicos de fútbol para México. La pareja luego se comprometió.
Después de graduarse en 1988 con un título en Negocios Internacionales y de marzo deketing, intentó una carrera en París, Francia como modelo y se quedó durante seis meses.
En 2005, Alfredsson se casó con el exjugador de la National Hockey League Kent Nilsson y se convirtió en madrastra de su hijo, el jugador de hockey Robert Nilsson. Kent Nilsson era un golfista amateur de élite, con un handicap por debajo del scratch. Se divorciaron en 2016, pero volvieron a vivir juntos.
Ha contribuido a la fundación de un torneo de golf benéfico que apoya la investigación sobre la enfermedad de Alzheimer, que afectó a su madre, quien falleció en 2010.

## Victorias profesionales (29)

### Victorias en el LPGA Tour (7)
LPGA Tour major championships (1) Other LPGA Tour (6) 
| N.º | Fecha                 | Torneo                        | Puntuación ganadora   | de marzo degen de victoria | Subcampeona(s)                                            |
| --- | --------------------- | ----------------------------- | --------------------- | -------------------------- | --------------------------------------------------------- |
| 1   | 28 de marzo de 1993   | Nabisco Dinah Shore           | −4 (69-71-72-72=284)  | 2 golpes                   | Tina Barrett Amy Benz Betsy King                          |
| 2   | 31 de julio de 1994   | PING/Welch's Championship     | −14 (70-68-70-66=274) | 4 golpes                   | Pat Bradley de julio dei Inkster                          |
| 3   | 25 de enero de 1998   | The Office Depot              | −11 (68-71-67-71=277) | 2 golpes                   | Liselotte Neumann                                         |
| 4   | 15 de marzo de 1998   | Welch's/Circle K Championship | −14 (68-64-70-72=274) | 1 golpe                    | Dana Dormann Liselotte Neumann                            |
| 5   | 5 de octubre de 2003  | Longs Drugs Challenge         | −13 (72-69-64-70=275) | 1 golpe                    | Pat Hurst Jung Yeon Lee Se Ri Pak Grace Park Rachel Teske |
| 6   | 27 de julio de 2008   | Evian Masters1                | −15 (71-63-71-67=273) | Playoff                    | Na Yeon Choi Angela Park                                  |
| 7   | 26 de octubre de 2008 | Grand China Air LPGA          | −12 (70-69-65=204)    | 3 golpes                   | Yani Tseng                                                |

Registro de playoffs en el LPGA Tour (1–3)
| N.º | Año  | Torneo                                     | Oponente(s)                   | Resultado                                                                           |
| --- | ---- | ------------------------------------------ | ----------------------------- | ----------------------------------------------------------------------------------- |
| 1   | 1992 | Mazda Japan Classic                        | Betsy King                    | Perdió con birdie en el cuarto hoyo extra                                           |
| 2   | 1997 | Samsung World Championship of Women's Golf | Juli Inksterr Kelly Robbins   | Inkster ganó con birdie en el primer hoyo extra                                     |
| 3   | 2008 | Evian Masters1                             | Na Yeon Choi Angela Park      | Ganó con birdie en el tercer hoyo extra Park eliminada por birdie en el primer hoyo |
| 4   | 2008 | Safeway Classic                            | Sophie Gustafson Cristie Kerr | Kerr ganó con birdie en el primer hoyo extra                                        |

### Victorias en el Ladies European Tour (11)
| N.º | Fecha                | Torneo                                 | Puntuación ganadora    | de marzo degen de victoria | Subcampeona(s)                        |
| --- | -------------------- | -------------------------------------- | ---------------------- | -------------------------- | ------------------------------------- |
| 1   | 5 de agosto de 1990  | Weetabix Women's British Open          | −4 (70-71-74-73=288)   | Desempate                  | Jane Hill                             |
| 2   | 16 de junio de 1991  | Hennessy Ladies Cup                    | −8 (70-71-71-68=280)   | Desempate                  | Marie-Laure de Lorenzi Corinne Dibnah |
| 3   | 23 de junio de 1991  | Trophée Coconut Skol                   | −12 (73-68-73-75=276)  | 3 golpes                   | Dale Reid                             |
| 4   | 12 de julio de 1992  | Hennessy Ladies Cup (2)                | −17 (68-70-67-66=271)  | 1 golpe                    | Trish Johnson                         |
| 5   | 30 de agosto de 1992 | IBM Ladies' Open                       | −14 (68-70-71-69=278)  | 2 golpes                   | Liselotte Neumann                     |
| 6   | 12 de junio de 1994  | Evian Masters                          | −1 (71 73 73 70=287)   | 3 golpes                   | Sarah Gautrey Laura Fairclaugh        |
| 7   | 7 de julio de 1996   | Hennessy Cup (3)                       | −8 (68-70-71-71=280)   | Desempate                  | Trish Johnson Liselotte Neumann       |
| 8   | 10 de agosto de 1997 | McDonald's WPGA Championship of Europe | −12 (74-65-67-70=276)  | 4 golpes                   | Kathryn Imrie Charlotta Sörenstam     |
| 9   | 6 de junio de 1998   | Evian Masters (2)                      | −11 (70-69-73- 65=277) | 4 golpes                   | Maria Hjorth                          |
| 10  | 29 de julio de 2001  | WPGA Championship of Europe (2)        | −16 (67-70-68-71=276)  | 4 golpes                   | Suzann Pettersen                      |
| 11  | 27 de julio de 2008  | Evian Masters1                         | −15 (72-63-71-67=273)  | Desempate                  | Na Yeon Choi Angela Park              |

Récord en desempates del Ladies European Tour (4–1)
| N.º | Año  | Torneo               | Contrincante(s)                       | Resultado                                                                                 |
| --- | ---- | -------------------- | ------------------------------------- | ----------------------------------------------------------------------------------------- |
| 1   | 1990 | Women's British Open | Jane Hill                             | Ganó con par en el cuarto hoyo extra                                                      |
| 2   | 1991 | Hennessy Ladies Cup  | Marie-Laure de Lorenzi Corinne Dibnah | Ganó con birdie en el tercer hoyo extra de Lorenzi eliminada con par en el primer hoyo    |
| 3   | 1996 | Hennessy Cup         | Trish Johnson Liselotte Neumann       | Ganó con birdie en el segundo hoyo extra Neumann eliminada en el primer hoyo              |
| 4   | 1996 | Compaq Swedish Open  | Federica Dassu Marie-Laure de Lorenzi | Dassu ganó con par en el cuarto hoyo extra Alfredsson eliminada con par en el tercer hoyo |
| 5   | 2008 | Evian Masters1       | Na Yeon Choi Angela Park              | Ganó con birdie en el tercer hoyo extra Park eliminada con birdie en el primer hoyo       |

Nota: Alfredsson ganó el The Evian Championship (anteriormente conocido como Evian Masters) tres veces antes de ser reconocido como un campeonato mayor en el LPGA Tour en 2013. Una de esas victorias fue después de que el Evian Masters fuera co-sancionado con el LPGA Tour en 2000. Alfredsson ganó el Women's British Open una vez antes de ser co-sancionado por el LPGA Tour en 1994 y reconocido como un campeonato mayor en el LPGA Tour en 2001.
Nota:
- 1 Co-sancionado por el LPGA Tour y el Ladies European Tour

Fuentes:

### Victorias del LPGA of Japan Tour (3)
- 1991 Abierto femenino Daio Paper Elleair
- 1992 Itoki Clásico
- 1997 Damas Itoen

### Victorias del ALPG Tour (1)
- 1991 Abierto de Queensland

### Victorias en el Swedish Golf Tour (4)
| N.º | Fecha               | Torneo                                                     | Puntuación ganadora  | Margen de victoria | Subcampeona(s)          |
| --- | ------------------- | ---------------------------------------------------------- | -------------------- | ------------------ | ----------------------- |
| 1   | 27 de julio de 1986 | Copa SM Trygg-Hansa (como amateur)                         | 4 & 3                | 4 & 3              | Sofia Grönberg-Whitmore |
| 2   | 26 de julio de 1987 | Copa SM Trygg-Hansa (2) (como amateur)                     | 6 & 4                | 6 & 4              | Cecilia Lundin          |
| 3   | 2 de julio de 1988  | Campeonato de Match Play de Suecia (como amateur)          | 3 & 2                | 3 & 2              | Carin Koch              |
| 4   | 24 de julio de 1988 | Abierto Trygg-Hansa Internacional de Suecia (como amateur) | +2 (69-74-70-77=290) | 8 golpes           | Sofia Grönberg Whitmore |

### Otras victorias (2)
- 1991 Trofeo Benson & Hedges (con Anders Forsbrand)
- 1992 Campeonato Mundial por Equipos de la Copa Sunrise (con Liselotte Neumann)

### Victorias en el Legends Tour (2)
| Leyenda                                  |
| ---------------------------------------- |
| Campeonatos mayores del Legends Tour (2) |
| Otros torneos del Legends Tour (0)       |

| N.º | Fecha                 | Torneo                                         | Puntuación ganadora  | Margen de victoria | Subcampeona(s)             |
| --- | --------------------- | ---------------------------------------------- | -------------------- | ------------------ | -------------------------- |
| 1   | 19 de mayo de 2019    | Abierto Senior Femenino de Estados Unidos 2019 | +1 (75-69-69-72=285) | 2 golpes           | Juli Inkster Trish Johnson |
| 2   | 16 de octubre de 2019 | Senior LPGA Championship                       | −2 (72-72-70=214)    | 3 golpes           | Juli Inkster               |

## Campeonatos mayores

### Victorias (1)
| Año  | Campeonato          | Puntuación ganadora  | Margen   | Subcampeonas                       |
| ---- | ------------------- | -------------------- | -------- | ---------------------------------- |
| 1993 | Nabisco Dinah Shore | −4 (69-71-72-72=284) | 2 golpes | Tina Barrett, Amy Benz, Betsy King |

### Cronología de resultados
| Torneo                     | 1991 | 1992 | 1993 | 1994 | 1995 | 1996 | 1997 | 1998 | 1999 | 2000 |
| -------------------------- | ---- | ---- | ---- | ---- | ---- | ---- | ---- | ---- | ---- | ---- |
| Kraft Nabisco Championship | T49  |      | 1    | T48  | CUT  | T48  | T54  | T3   | T10  | T57  |
| LPGA Championship          |      | T5   | CUT  | T35  | T38  | CUT  | T67  | T51  | CUT  | CUT  |
| U.S. Women's Open          | CUT  | T13  | T2   | T9   | T40  | CUT  | T48  | T13  | T12  | CUT  |
| Du Maurier Classic         |      | T28  | T8   | T31  | T9   | CUT  | T14  | T34  | CUT  | T40  |

| Torneo                     | 2001 | 2002 | 2003 | 2004 | 2005 | 2006 | 2007 | 2008 | 2009 |
| -------------------------- | ---- | ---- | ---- | ---- | ---- | ---- | ---- | ---- | ---- |
| Kraft Nabisco Championship | T46  | T45  | T64  | T40  | T35  | T8   | T37  | T21  | T12  |
| LPGA Championship          | 9    | CUT  | CUT  | T61  | CUT  | CUT  |      | CUT  | T57  |
| U.S. Women's Open          | T26  |      | DQ   | CUT  | T23  | CUT  |      | 2    | WD   |
| Women's British Open       | T64  | T40  | T61  | T60  | T42  | CUT  | CUT  | T56  | CUT  |

| Torneo                     | 2010 | 2011 | 2012 | 2013 |
| -------------------------- | ---- | ---- | ---- | ---- |
| Kraft Nabisco Championship |      | CUT  |      | CUT  |
| LPGA Championship          | T42  |      |      |      |
| U.S. Women's Open          | CUT  |      |      |      |
| Women's British Open       | CUT  |      |      | CUT  |
| The Evian Championship     |      |      |      | CUT  |

^ El Women's British Open reemplazó al du Maurier Classic como major del LPGA en 2001.
^^ El Evian Championship se añadió como major en 2013.      Victoria      Top 10      No participó CUT = no superó el corte
DQ = descalificada
WD = retirada
T = empatada

### Resumen
| Torneo                     | Victorias | 2º | 3º | Top-5 | Top-10 | Top-25 | Torneos | Cortes superados |
| -------------------------- | --------- | -- | -- | ----- | ------ | ------ | ------- | ---------------- |
| Kraft Nabisco Championship | 1         | 0  | 1  | 2     | 4      | 6      | 20      | 17               |
| LPGA Championship          | 0         | 0  | 0  | 1     | 2      | 2      | 18      | 9                |
| U.S. Women's Open          | 0         | 2  | 0  | 2     | 3      | 7      | 19      | 10               |
| Du Maurier Classic         | 0         | 0  | 0  | 0     | 2      | 3      | 9       | 7                |
| Women's British Open       | 0         | 0  | 0  | 0     | 0      | 0      | 11      | 6                |
| The Evian Championship     | 0         | 0  | 0  | 0     | 0      | 0      | 1       | 0                |
| Totales                    | 1         | 2  | 1  | 5     | 11     | 18     | 78      | 49               |

- Mayor cantidad de cortes consecutivos superados – 9 (1997 Kraft Nabisco Championship – 1999 Kraft Nabisco Championship)
- Más larga racha de top-10s – 2 (1993 U.S. Open – 1993 du Maurier Classic)

## Apariciones del equipo

### Aficionado
- Campeonato de Europa por equipos femenino juvenil (representando a Suecia): 1980, 1981 (ganadores), 1982, 1983, 1984 (ganadores), 1986
- Campeonato de Europa por equipos femenino (representando a Suecia): 1983, 1985, 1987 (ganadores)
- Trofeo Espirito Santo (representando a Suecia): 1986, 1988

### Profesional
- Copa Solheim (en representación de Europa): 1990, 1992 (ganadores), 1994, 1996, 1998, 2000 (ganadores), 2002, 2007 (capitán no jugador), 2009
- Copa del Mundo (representando a Suecia): 2007
- Copa Lexus (en representación del equipo internacional): 2008 (ganadores)
- Copa Handa (representando al equipo mundial): 2012 (empate), 2013 (ganadores), 2014, 2015